# غريقانة الشرقية
قرية غريقانة الشرقية هي قرية تقع في جنوب مدينة القضارف التابعة لمحلية ريفي، ولاية القضارف.

تتربع قرية غريقانة الشرقية كجوهرة متلألئة في جنوب مدينة القضارف  حيث تبعد ستة كيلومترات من وسط المدينة، محلاً للحياة الريفية الهادئة والجميلة في ولاية القضارف. تعتبر هذه القرية موطنًا لأكثر من 3000 نسمة، حيث يعيش السكان وسط جمال الطبيعة وثراء التراث والتقاليد.
تتميز قرية "غريقانة" بثراء مواردها المائية، حيث تحتوي على عدد من الآبار التي تعتبر مصدرًا مهمًا للمياه النقية. ومع وصول الكهرباء إلى القرية في نوفمبر 2006، تحولت حياة السكان إلى الأفضل، حيث أصبحت الخدمات الأساسية متاحة بشكل أكبر وأسهل.
تولي القرية اهتمامًا بالتعليم، حيث تضم مدرسة ابتدائية منفصلة للبنين والبنات، تسعى جاهدة لتقديم التعليم الجيد وتأمين مستقبل مشرق للأجيال القادمة. ولتعزيز الرعاية الصحية في المنطقة، تم افتتاح مركز صحي بجهود حثيثة من وزارة الصحة، لتقديم الخدمات الطبية الأساسية لسكان القرية والمناطق المجاورة.
إلى جانب الثراء المائي والتعليمي والصحي، تتمتع قرية "غريقانة" بمرافق رياضية تعكس اهتمام السكان بالنشاطات البدنية والرياضية. تضم القرية ملعبًا مخصصًا لممارسة النشاطات الرياضية، حيث يتجمع الشباب والأطفال للمشاركة في مختلف الألعاب والتدريبات الرياضية، مما يعزز الروح الرياضية والصحية بين سكان القرية.
إن جمال الطبيعة المحيطة بقرية "غريقانة" يعكس سحرها وجاذبيتها، حيث تتمتع بمناظر طبيعية خلابة تمتزج فيها ألوان الأشجار الخضراء والحقول الزراعية الخصبة، مما يجعلها وجهة مثالية للراغبين في الهروب من صخب المدينة والاستمتاع بالهدوء والسكينة.